# Ed Lynch
Edward Arnold "Ed" Lynch (nascido em 29 de abril de 1929) é um ex-ciclista olímpico estadunidense. Representou sua nação nos Jogos Olímpicos de Verão de 1948.